# Aloe deltoideodonta
Aloe deltoideodonta là một loài thực vật có hoa trong họ Măng tây. Loài này được Baker mô tả khoa học đầu tiên năm 1883.

## Hình ảnh

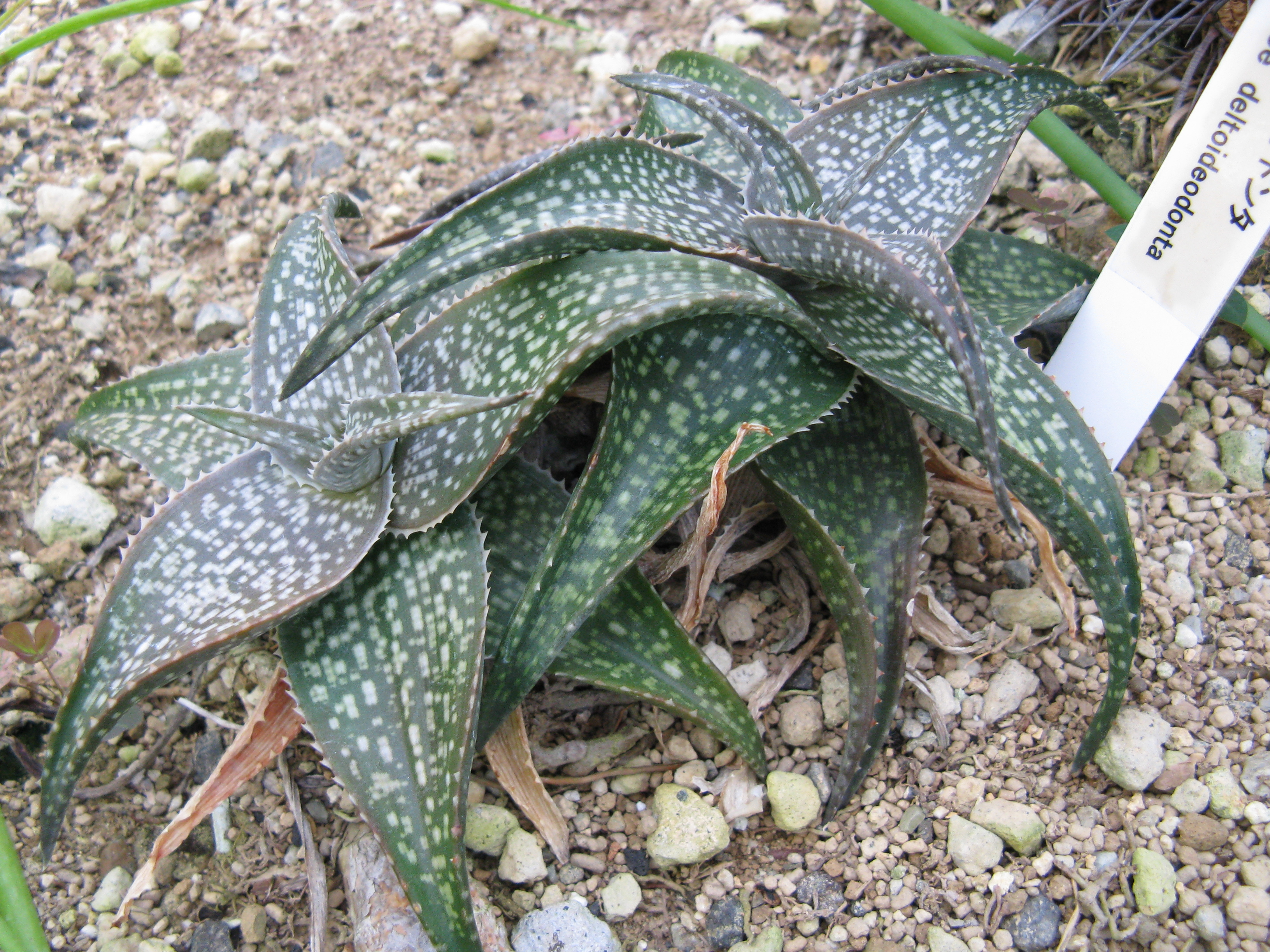
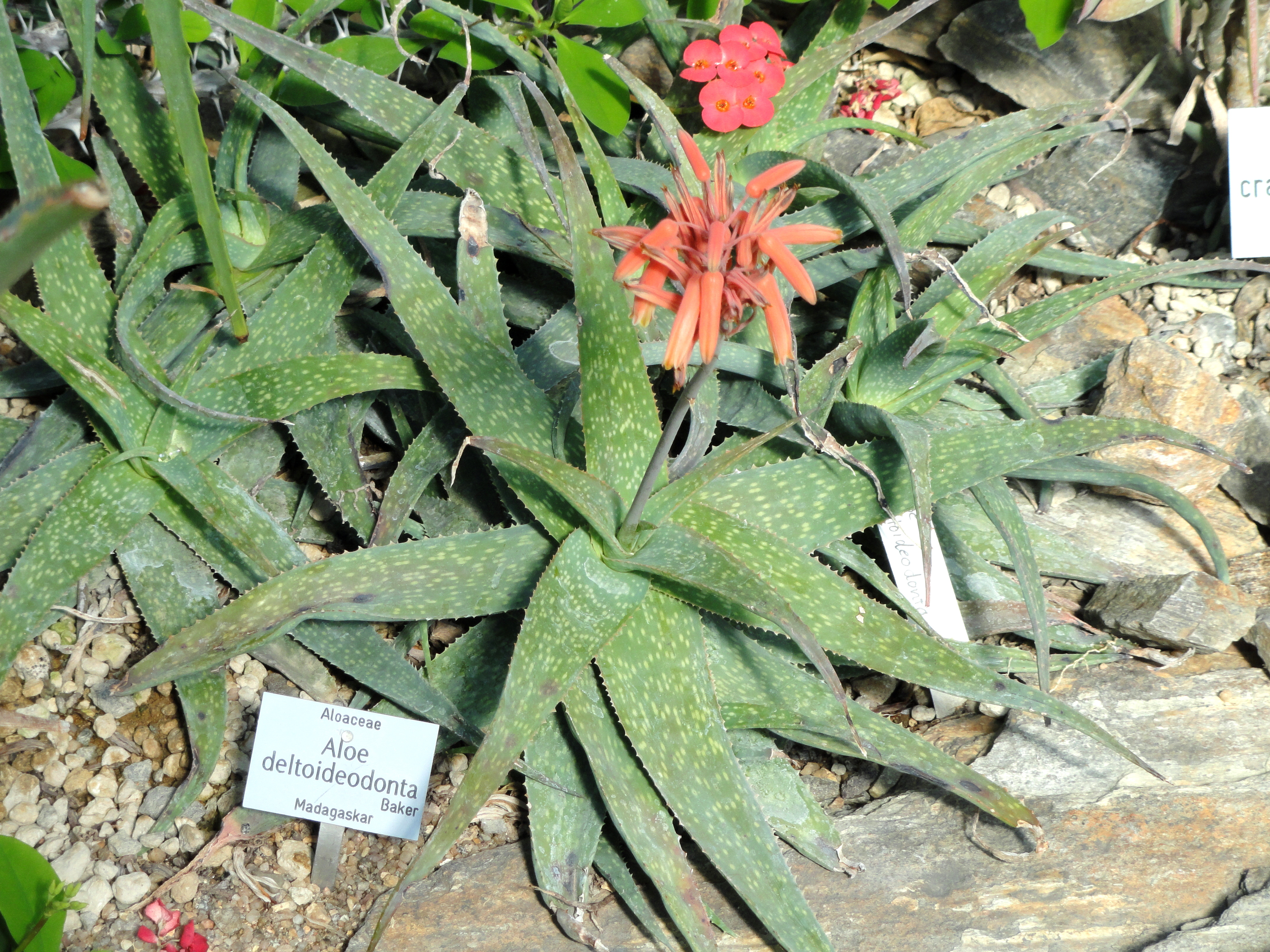
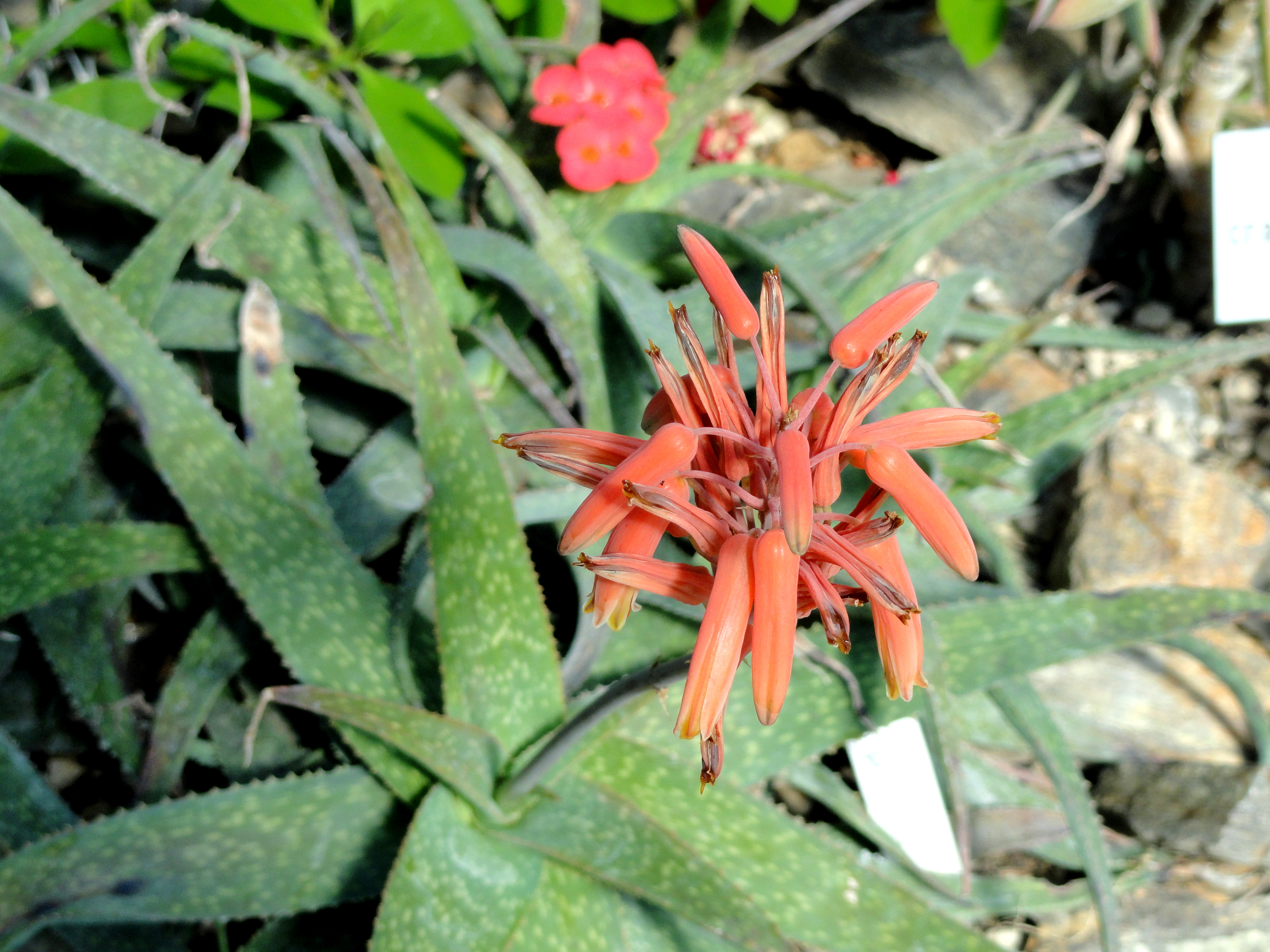
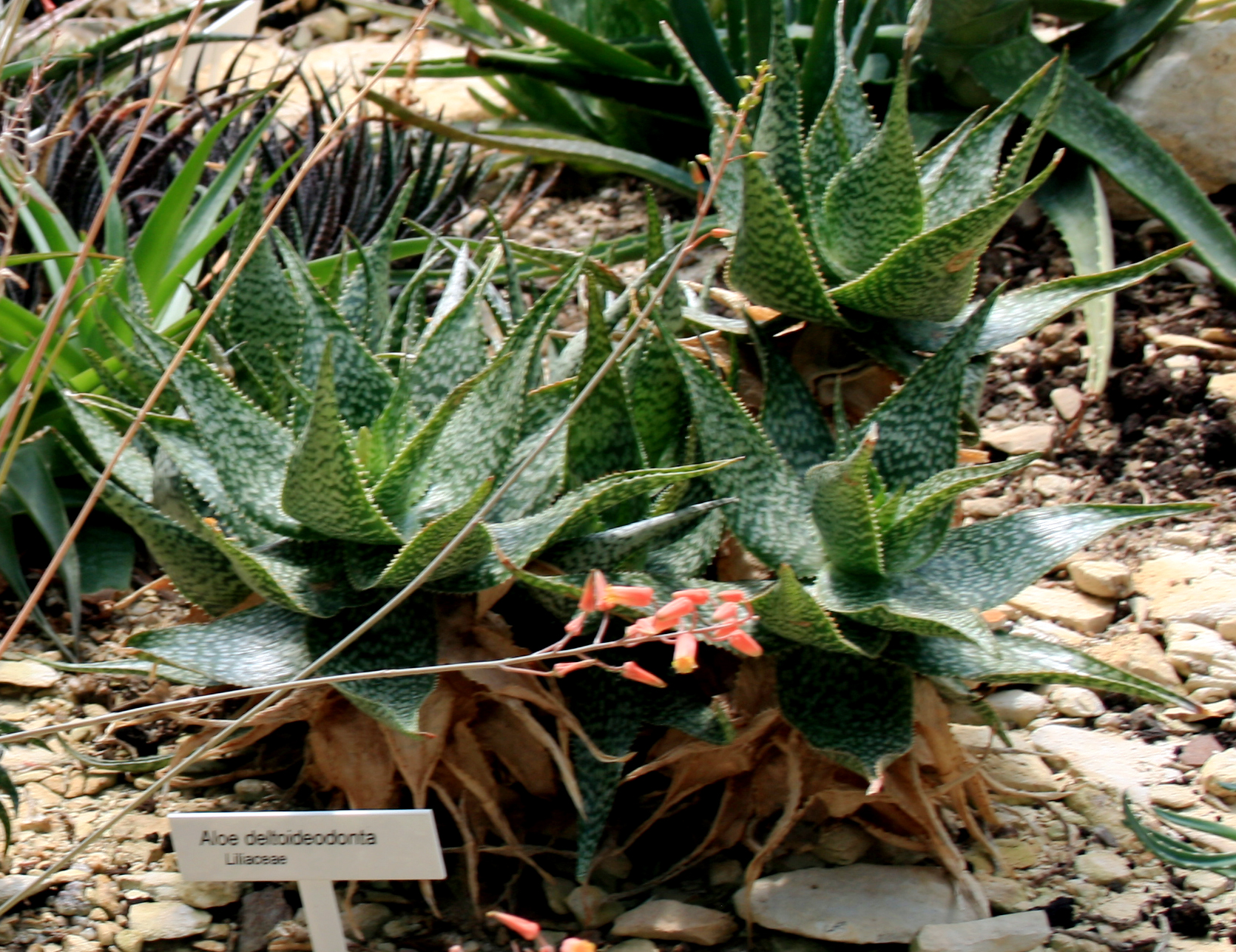